# Грінгорн (Орегон)
Грінгорн (англ. Greenhorn) — місто (англ. city) в США, в округах Бейкер і Грант штату Орегон. Населення — 3 особи (2020).

## Географія
Грінгорн розташований за координатами 44°42′31″ пн. ш. 118°29′48″ зх. д. / 44.70861° пн. ш. 118.49667° зх. д. (44.708716, -118.496742).  За даними Бюро перепису населення США, в 2010 році місто мало площу 0,22 км², уся площа — суходіл.